# Dick Eve
Richmond Cavill Eve dit Dick Eve est un plongeur australien né le 19 mars 1901 à Parramatta et mort le 13 mars 1970 à Concord.

## Biographie
Dick Eve est médaillé d'or en plongeon haut simple et cinquième en plongeon sur tremplin aux Jeux olympiques d'été de 1924 à Paris.
Il intègre à titre posthume l'International Swimming Hall of Fame en 1991.

## Liens externes

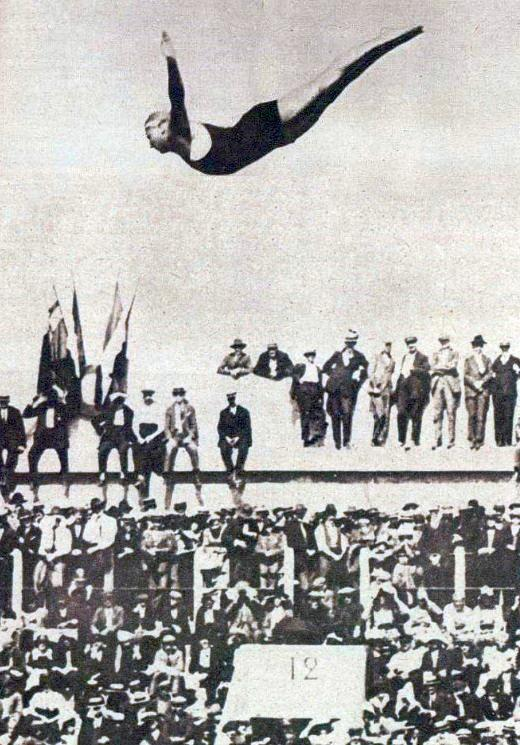
Dick Eve, champion olympique du plongeon haut simple en 1924.